# رحلة البطل

رحلة البطل أو الرحلة البطولية (بالإنجليزية: Hero's journey)‏ هي نموذج يتكون من مجموعة من الحكايات التي تبدأ بدخول البطل (الشخصية الرئيسية) في مغامرة ما، ومروره بأزمات حاسمة يُحرز فيها النصر في النهاية، ثم يعود مرة أخرى وقد «تغير» أو «تحول» نفسيا وفكريا بصورة جذرية.
يٌعتبر جوزيف كامبل أول من قدم هذا المصطلح في كتابه "البطل بألف وجه"، حيث وصف في هذا الكتاب أساسيات النمط الروائي للرحلة البطولية، حيث تتصاعد الأحداث بخروج البطل من نطاق العالم المعتاد أو «المنطقة المألوفة» إلى نطاق العالم الخاص أو «المنطقة الغير مألوفة أو المجهولة»، والتي يوجد بها قوة كُبرى تحاول معارضته، وينتج صراع بينهما، ولكنه يحرز النصر على تلك القوة، ويعود إلى حياته مرة أخرى بعد هذه المغامرة الغامضة، والتي تلهمه فلسفة جديدة.
يري كامبل وغيرة من الباحثين أن هناك عدد من الرويات تندرج تحت مفهوم الرحلية البطولية، كالروايات التي تناولت حياة بوذا أو المسيح أو موسي، واعتبروا أن هذه الروايات هي صور متنوعة من الرحلة البطولية، وسط انتقادات لمصطلح «الرحلة البطولية» بأنه مصطلح فضفاض رحب الأفق، وأكثر عمومية من أن يكون ذو فائدة في علم الاساطير المقارن.

## التسمية
استعار كامبل مصطلح الرحلة البطولية من رواية جيمس جويس المعروفة باسم "يقظة فينيغان"، حيث أن كامبل كان باحثا في أعمال جويس، كما أنه ألف كتاب في تحليل ونقد رواية جويس الاخيرة.
شاع مصطلح «الرحلة البطولية» من خلال وثيقتين، كانت الأولي هي «رحلة البطل: عَالَم جوزيف كاربل» في عام 1987، وأُلحقت بها الثانية «رحلة البطل: حياة وأعمال جوزيف كامبل» عام 1990 والتي كانت عبارة عن سلسلة لقاءات بيل مويرز الوثائقية مع كامبل والمسماة «قوة الأسطورة» التي تمت كتابتها وطباعتها لاحقا.

## الملخص
وصف كامبل سبعة عشر مرحلة في الرحلة البطولية، إلا أنه ليست كل الروايات التي كُتبت في ضوء هذا المصطلح تحتوي على كل هذه المراحل، فبعضها يُركز فقط على مرحلة واحدة، بل إن بعض الروايات قد تُورد هذه المراحل بصورة مخالفة للترتيب.
يمكن تنظيم ال 17 مرحلة بطرق مختلفة، من بينها طريقة الثلاثة فصول:
- الفصل الأول: المغادرة (أو الانفصال).
- الفصل الثاني: البدء (أو الإطلاع).
- الفصل الثالث: العودة.

في الفصل الأول (المغادرة) يعيش البطل (الشخصية الأساسية) حياة عادية أو يعيش في «العالم المعتاد»، وأثناء ذلك يأتيه نداء أو ضرورة تطلب منه دخول مغامرة ما أو الدخول في «المجهول»، وقد يتردد البطل في الاستجابة في بداية الأمر إلا أنه قد يجد من ينصحه لدخول المغامرة.
يبدأ الفصل الثاني بعبور البطل عتبة «المجهول» إلى «العالم الخاص»، حيث يواجه مهمات وصعوبات مختلفة بمفرده أو بوجود شخص معه، وفي النهاية يصل البطل إلى «أعمق جزء» أو العقبة الأساسية في هذه المغامرة، حيث يتحمل هذه العقبة ويجتازها ويتغلب عليها، ويحصل على الغنيمة «الجوهر أو المعني الحقيقي»، ويعود البطل مرة أخرى الي العالم المعتاد أو التقليدي إما بسبب نصيحة من أشخاص موجودين في «العالم الخاص»، أو يُجبر على العودة تحت تأثير الواقع.
في الفصل الثالث يعبر البطل عتبة العالم المعتاد رجوعا إليه مرة أخرى، محملا بالغنيمة أو «الجوهر» الذي اكتسبه من العالم الخاص، والذي قد يستخدمه لصالح الأشخاص التابعين له والمتاثرين به، لأن البطل نفسه «تغير بصورة جذرية»، كما أنه اكتسب حكمة وقوة روحية بسبب هذه المغامرة.
- الفصل الأول: المغادرة

1. نداء المغامرة، أو طلب الدخول في المغامرة
2. رفض النداء، ورفض الدخول في المغامرة.
3. المساعدات الفائقة.
4. عبور العتبة للمجهول أو العالم الآخر.
5. بطن الحوت

- الفصل الثاني: البدء

1. طريق التجارب
2. مقابلة مع المرأة الفاتنة
3. المرأة كإغراء
4. التكفير مع الأب
5. التمجيد أو المثل الأعلى
6. النعمة أو الهبة المطلقة

- الفصل الثالث: العودة

1. رفض العودة
2. الرحلة السحرية (رحلة العودة السحرية)
3. الإنقاذ من الخارج
4. عبور عتبة الرجوع للعالم الاعتيادي
5. خبير العَالَمَين
6. حرية العيش

هذا النمط هو النمط المعتاد في العديد من الروايات الروحية، كما أنه متبع أيضا في العديد من الروايات الدينية، كبوذا والمسيح وموسي

## مراحل كامبل ال 17
- 'الفصل الأول: المغادرة (الرحيل)'

النداء للمغامرة
يعيش البطل حياة عادية، وأثناء ذلك تَرِد إليه معلومات أو إشارات تتطلب منه الدخول في مغامرة ما والعبور الي المجهول.
رفض النداء
عندما تأتي الإشارة أو النداء لدخول المغامرة أو المجهول فعادة ما يرفض البطل هذا النداء، بسب إحساسه بالخوف أو الإجبار أو نفص الثقة بالنفس أو أي سبب ظرفي آخر يؤدي به إلى رفض النداء ويُبقيه في وسط عالمه الاعتيداي.
المساعدات الفائقة
قد يرفض البطل النداء في أول الأمر ولكنه لا يزال منشغلا به، مما يدفعه للبحث والتحقيق، وهنا يظهر - بصورة واعية أو غير واعية - الناصح الأمين أو المساعد السحري، والذي يجلب له التعويذات والأدبيات التي تؤيده في بحثه وتحقيقه.
عبور العتبة للمجهول
وهذه هي المرحلة الفعليه التي يعبر فيها الشخص الحدود الفاصلة بين العالم المعتاد الذي يعرفه والعالم الخاص المجهول الذي لا يعرف له معالم أو قوانين.
بطن الحوت
وتمثل هذه المرحلة الانفصال النهائي بين كلا من البطل وبين كل ما يعرفه من عالمه الاعتيادي وهنا تبدأ الإرادة بالظهور.
- 'الفصل الثاني: البدء'

طريق التجارب
وهو عبارة عن سلسلة من الاختبارات التي يجب أن يمر بها الإنسان حتى يتغير، وتتغير فلسفته الداخلية، وعادة ما يفشل الإنسان في واحد أو أكثر من هذا الاختبارات.
المقابلة مع المرأة الفاتنة
حيث يقابل البطل عند هذه النقطة شخص يحبه بصورة غير مشروطة، وهي خطوة مهمة أثناء الرحلة.
المرأة كإغراء
في هذه المرحلة يواجه البطل الإغراءات ذات الطبيعة المادية غالبا، والتي تحاول ثنيه أو إبعاده عن سعيه ومراده، ولا يُشترط أن يكون الإغراء هنا إغراء أنثوي جنسي (بحكم أن الأنثي هي التعبير المجازي عن الإغراء).
التكفير مع الأب
وفي هذه المرحلة يواجه الشخص القوة العليا المطلقة التي تتحكم بمصير الموت والحياة وتتحكم بحياته، وهي خطوة مهمة جدا في الرحلة، حيث تجتمع كل الخطوات السابقة في هذا المكان، وكل ما سيأتي لاحقا سيكون تابع لتلك النقطة ومنطلق منها.
التمجيد
ويشعر فيها الشخص بحالة من التمجيد والسلام الداخلي، والتكامل مع ذاته قبل الرجوع إلى عالمه العادي
الهبة المطلقة
وهي تحقيق ما كان يبحث عنه ويتمني تحقيقه، وهوالسبب الذي من أجله اختار الذهاب لتلك الرحلة وخوض تلك المغامرة، حيث أن كل الخطوات والاختبارات السابقة تعمل على إعداد الشخص وتمهيدة لتلك المرحلة.
- 'الفصل الثالث: العودة'

العودة
بعد النور الذي رآه، والفلسفة الجديدة التي تكونت داخله، قد يرفض البطل في البداية أن يرجع إلى العالم المعتاد.
رحلة العودة السحرية
وهي التي يأخذ فيها غنيمته أو فلسفته الجديدة ويعود بها إلى العالم المعتاد، وهذه الرحلة هي ذات طابع مغامر أيضا.
الإنقاذ من الخارج
كما أن البطل يجد مُوجِّه أو ناصح أثناء بداية رحلته، فهو أيضا يجد موجه أو ناصح يرشده إلى طريق العودة للحياة أو العالم المعتاد، لا سيما إذا عاني الشخص من الضعف أو الأذي أثناء تلك المراحل السابقة.
عبور عتبة الرجوع للعالم الاعتيادي
وتكمن صعوبتها في الاحتفاظ بالحكمة أو الفلسفة الجديدة وكيفة تطبيقها على العالم المعتاد وعلى الحياة البشرية، ثم بعد ذلك في إيجاد طريقة لمشاركة هذا الأمر مع العالم المعتاد.
خبير العالَمَين
وعادة ما تتمثل هذه الخطوة في البطل الفائق مثل شخصية موسي أو المسيح، وذلك بتحقيق التوازن بين الروح والجسد، حيث يصير الشخص متكامل وفعال في داخله وخارجه، جسده وروحه.
حرية العيش
تؤدي حالة السيادة أو التفوق في كل العالمين أو في مستوي الروح والجسد إلى التحرر من الخوف من الموت، والذي بدوره يؤدي إلى حرية العيش أو حرية الحياة، الأمر الذي يُشار إلية عادة بـ«عيش اللحظة» بلا ندم على الماضي أو خوف من المستقبل.

## انتقادات
شكك عدد من الباحثون في صلاحية أو فائدة تقسيمات الرحلة البطولية، ففي عام 1999 أشار أحد الباحثين أن النزوع نحو تقسيم الناس بناء على أعراقهم أو جيناتهم هو بلا شك من أشد عيوب التفكير المتعلق بالأساطير. فيما رأي غيرهم أن تقسيمات كامبل محاطة بالغموض لدرجة تجعل التقسيم بلا معني، ومفتقر إلى دعم الحجة العلمية.
وصف كريسبي عام 1990 مراحل كامبل بأنها غير مرضيه من وجهة النظر الاجتماعية، وأن أسلوب كامبل التحلييلي هو أسلوب مجرد، وخالي من سياق الأنثروبولجيا الوصفية.

## العلاج وحركة المساعدة الذاتية
قام أعضاء من حركة المساعدة الذاتية بالتوسع في تلك المصطلحات وتطبيقها على الحياة الشخصية والروحية والنفسية، كما أنهم يميلون لرواية القصص الخيالية والانغماس في تفسيراتها كوسيلة للنضج النفسي مستعينين بالتحليل النفسي، وتُشدد هذه الحركة على أهمية الهوية والإرادة.